# Bruci la città
Bruci la città è un singolo della cantante italiana Irene Grandi, pubblicato il 20 aprile 2007 come primo estratto dalla raccolta Irenegrandi.hits.

## Descrizione
Bruci la città è stato scritto in collaborazione con Francesco Bianconi dei Baustelle ed ha partecipato all'edizione 2007 del Festivalbar, aggiudicandosi il "Premio radio". L'arrangiamento è curato da Nicolò Fragile, che ha firmato anche il remix.
Il brano è stato scartato dal Festival di Sanremo 2007, sebbene la commissione artistica del festival stessa dichiarò successivamente di non aver mai ricevuto il nastro con il brano.
È stato frequentemente trasmesso in radio, raggiungendo la vetta della classifica airplay italiana.

## Video musicale
Il video mostra la cantante passare dal mondo reale, a quello virtuale di Second Life. Il video quindi alterna sequenze in cui la versione virtuale della cantante si aggira per le strade di una città creata con il famoso social network.

## Tracce
1. Bruci la città – 3:33
2. Bruci la città (Fragile Remix)

## Classifiche

### Classifiche settimanali
| Classifica (2007) | Posizione massima |
| ----------------- | ----------------- |
| Italia            | 3                 |

### Classifiche di fine anno
| Classifica (2007) | Posizione |
| ----------------- | --------- |
| Italia            | 20        |